# ウソコイ
『ウソコイ』は、2001年7月3日から9月11日まで、関西テレビ放送・大映の企画・制作によりフジテレビ系の「火曜22時の連続ドラマ」枠で放送された日本のテレビドラマ。主演は中井貴一。
最終放送予定日の9月11日は、アメリカ同時多発テロ報道のため中断されたため9月17日に再度放送された。
アジア圏ではシンガポール・香港で同時放送された。

## あらすじ
カメラマンの彰は資産家のお嬢様・恵美との結婚に向けて幸せいっぱいだった。ところが結婚式当日、友人の良一が「おまえはすでに結婚している。」と知らせにきた。
あわてて戸籍を調べてみると戸籍上の妻は見たこともない外国人女性のフェイ・リンだった。自分の知らぬ間に「偽装結婚」に巻き込まれていたのである。必死にフェイの行方を捜す彰、やっと捜し当てたフェイはデザイナーの卵だった。フェイは離婚を迫る彰に対してはぐらかそうとする。

## キャスト
- 鈴懸彰：中井貴一
- 林菲 ：フェイ・ウォン
- 本郷剛：中村俊介
- 杉野恵美：仲間由紀恵
- 森村ミチオ：大杉漣
- 角田良一：生瀬勝久
- 杉野栄之助：布施明
- 天野志津江：木野花
- 大城戸隆：鴻上尚史
- BJ：TEAH
- 林田俊平：迫英雄
- 鈴懸トヨ：大方斐紗子

## スタッフ
- 企画・脚本協力：鴻上尚史、田嶋久子
- 脚本：高橋ナツコ
- 演出：水谷俊之、片岡K、池添博、横塚慎一
- プロデューサー：安藤和久（関西テレビ）、佐藤直樹、有重陽一（いずれも大映）
- 通訳：パトリック・ハーラン
- 音楽：五十嵐淳一
- 主題歌：フェイ・ウォン「Separate Ways」（東芝EMI）
- 挿入歌：Siren「原色の灯」（BMG FUNHOUSE）
- 制作：関西テレビ、大映

## サブタイトル
| 各話                                                     | 放送日              | サブタイトル           | 演出     | 視聴率 |
| -------------------------------------------------------- | ------------------- | ---------------------- | -------- | ------ |
| 1                                                        | 7月03日             | 月よりの使者           | 水谷俊之 | 11.9%  |
| 2                                                        | 7月10日             | ムーントラップ         | 水谷俊之 | 9.2%   |
| 3                                                        | 7月17日             | 月下美人               | 片岡Ｋ   | 7.7%   |
| 4                                                        | 7月24日             | 月の出を待って         | 片岡Ｋ   | 6.9%   |
| 5                                                        | 7月31日             | ムーンウォーカー       | 横塚慎一 | 7.1%   |
| 6                                                        | 8月07日             | おぼろ月夜             | 横塚慎一 | 5.9%   |
| 7                                                        | 8月14日             | 月とカメラ             | 池添博   | 9.0%   |
| 8                                                        | 8月21日             | ムーンライトセレナーデ | 片岡Ｋ   | 7.1%   |
| 9                                                        | 8月28日             | 月はどっちに出ている   | 片岡Ｋ   | 7.2%   |
| 10                                                       | 9月04日             | 月を追いかけて         | 池添博   | 5.4%   |
| 11                                                       | 9月11日 （9月17日） | 満月の夜               | 横塚慎一 | 6.8%   |
| 平均視聴率7.9%（視聴率は関東地区・ビデオリサーチ社調べ） |                     |                        |          |        |

- 全12話の予定だったが、1話短縮され全11話となった。放送前に全話撮影を終えていたため、最終話は11話と12話を1話分に編集した形で放映された。DVD・ビデオソフトには、海外放映用のインターナショナルバージョンと銘打ち、第11話「満月の夜」・第12話「新たな月」の本来の形で収録された。
- 最終回の9月11日は放送途中の22:45でアメリカ同時多発テロに関する報道特別番組に切り替わったため、視聴者からはテレビ局に抗議の電話とメールが殺到。その後9月17日15:00-15:50に改めて再放送された[1]。